# فيصل سيف
فيصل سيف الدوسري لاعب السعودية ولد في (16 يونيو 1978) بدايته كانت في نادي النصر تدرج في الفئات السنية يلعب في مركز المحور ثم الوصول للفريق ألأول شارك في العديد من البطولات ومن اهمها بطوله كاس العالم للأنديه بالبرازيل، انتقل في نهايه عام 2006إلى نادي اتحاد جده السعودي وحقق بطوله كاس الملك ثم انتقل إلى نادي الفتح السعودي 
كان كابتن الفريق الذي قاده للحصول على درع الدرجة الأولى للمرة الأولى في تاريخ النادي والوصول إلى دوري المحترفين وكانت هذه نهاية انتقالاته.
اعتزل الكرة وعمل مساعد مدرب نادي الفتح السعودي وحقق بطوله دوري زين مساعد مدرب للفتح ثم انتقل إلى تدريب نادي الحزم السعودي مساعد مدرب للفريق الاول ومدرب للفريق الأولمبي حالياً .
حصل على الشهادة في التدريب الدراسات الدولية بالتعاون بين المعهد البريطاني السعودي لتدريب المستوى الاولى والمستوى المتوسط وحاصل على الشهادة الاسيويه اليسنز C

## وصلات خارجية
- فيصل سيف على موقع Soccerway.com (الإنجليزية)